# Панинское городское поселение
Панинское городское поселение — муниципальное образование в Панинском районе Воронежской области Российской Федерации.
Административный центр — рабочий посёлок Панино.

## История
Статус и границы городского поселения установлены Законом Воронежской области от 15 октября 2004 года № 63-ОЗ «Об установлении границ, наделении соответствующим статусом, определении административных центров отдельных муниципальных образований Воронежской области».

## Население
| 2005  | 2010  | 2011  | 2012  | 2013  | 2014  | 2015  |
| ----- | ----- | ----- | ----- | ----- | ----- | ----- |
| 7705  | ↘6973 | ↘6625 | ↗6777 | ↘6634 | ↘6531 | ↘6519 |
| 2016  | 2017  | 2018  | 2021  |       |       |       |
| ↘6466 | ↘6397 | ↘6287 | ↗6349 |       |       |       |

## Населённые пункты
В состав городского поселения входят 4 населённых пункта, в том числе 1 городской (рабочий посёлок) и 3 сельских:
| № | Населённый пункт | Тип населённого пункта                  | Население |
| - | ---------------- | --------------------------------------- | --------- |
| 1 | Калмычёк         | село                                    | ↘174      |
| 2 | Отрада           | посёлок                                 | ↘116      |
| 3 | Панино           | рабочий посёлок, административный центр | ↗5995     |
| 4 | Хавёнка          | посёлок                                 | ↘11       |